# 杜鵑座ι
杜鵑座ι，又名CP-62 89，HD 6793、SAO 248324、HR 332，是杜鵑座的一颗恒星，视星等为5.37，位于銀經299.64，銀緯-55.25，其B1900.0坐标为赤經1h 3m 21s，赤緯-62° -55.25′ 34″。